# Mordzicze (stacja kolejowa)
Mordzicze (biał. Мордзічы, ros. Мордичи) – stacja kolejowa w miejscowości Zoryczy, w rejonie baranowickim, w obwodzie brzeskim, na Białorusi. Leży na linii Równe – Baranowicze – Wilno.
Nazwa pochodzi od dawnej nazwy wsi Zoryczy.